# Contea di Lee (Iowa)
La contea di Lee (in inglese Lee County) è una contea dello Stato dell'Iowa, negli Stati Uniti. La popolazione al censimento del 2000 era di 38 052 abitanti. Il capoluogo di contea è Fort Madison.